# آتوک واچانا (ایاکوچو)
آتوک واچانا (به اسپانیایی: Atuq Wachana) یک کوه در پرو است که در منطقه آیاکوچو واقع شده‌است. آتوک واچانا ۴٬۰۰۰ متر بالاتر از سطح دریا واقع شده‌است.